# Penelopides samarensis
Penelopides samarensis (лат.) — вид птиц из семейства птиц-носорогов (Bucerotidae), обитающих в тропических лесах на нескольких островах Филиппин. В период размножения самка строит гнездо в дупле дерева. Её, а затем и птенцов обеспечивает пищей самец.
Согласно филиппинскому законодательству, охота, отлов или владение Penelopides samarensis запрещены.

## Описание
Длина тела составляет 45 см. Средняя длина хвоста самца составляет 19,9 см, у самки он немного короче — 17,9 см. Клюв самца в среднем имеет длину 10,1 см, в то время как у самки он немного короче — в среднем 8,1 см. Представители обоих полов также различаются по весу. Самцы весят в среднем 509 г., а самки — 422 г. Половой диморфизм у этого вида настолько выражен, что пол можно различить даже во время полевых наблюдений.
У самцов желтовато-белое оперение груди, шеи и головы. Остальное оперение тела чёрное. Однако верхние кроющие перья хвоста имеют бледный рыжевато-коричневый цвет. Это также является отличительной чертой от Penelopides affinis, к подвиду которого уже давно относят Penelopides samarensis. У самок, однако, шея, грудь и голова также имеют чёрное оперение. Неоперённые участки головы бледно-голубые. У самцов, напротив, неоперённые участки вокруг глаз бежевого цвета, а кожа на горле чёрная. Ноги и ступни у самца тёмно-коричневые, а у самки — чёрные.

## Распространение и среда обитания
Вид обитает на филиппинских островах Самар, Лейте и Бохоль. Рельеф острова Самар характеризуется плоской холмистой местностью, которая в центре поднимается до 800 метров над уровнем моря. Самая крупная река на Самаре — Катубиг, которая берет начало в северном центре острова и впадает в Филиппинское море. На юго-востоке острова находится карстовая горная цепь, где расположен Национальный парк «Природный мост Сохотон», входящий в состав Природного парка Самар. На всех трёх островах основным фактором, способствующим исчезновению вида, является растущая вырубка лесов. В конце XX века доля лесов на Самаре составляла 30 %, на Лейте — 20 %, а на Бохоле — 10 %.
Населяет тропические влажные первичные леса и встречается, в частности, на лесных вырубках и опушках на высоте менее 750 метров над уровнем моря. В исключительных случаях он также ищет отдельные плодоносящие деревья, если они находятся не слишком далеко от леса.

## Образ жизни
Образ жизни до сих пор изучен лишь поверхностно. Обычно встречается поодиночке или парами. Изредка его можно встретить небольшими группами до 12 особей на плодоносящих деревьях. Как и подавляющее большинство птиц-носорогов, он, вероятно, всеяден. Основную роль в его рационе играет инжир, но он также предположительно питается членистоногими и мелкими позвоночными.
В апреле и мае наблюдали двух самок в состоянии размножения. В неволе Penelopides samarensis отложила кладку из трёх яиц. В неволе обе птицы-партнера участвовали в закладке входа в гнездовую полость. Самка покинула гнездовую полость до того, как молодые птицы оперились. Такое поведение встречается у многих видов птиц-носорогов.